# Lee Wei-cheng
Wei Cheng Lee (* 3. Juli 1985) ist ein taiwanischer ehemaliger Bahn- und Straßenradrennfahrer.
Wei Cheng Lee gewann bei den Asienmeisterschaften 2006 auf der Bahn die Bronzemedaille in der Mannschaftsverfolgung. Bei den Asienspielen in Doha belegte er mit seinem Team den sechsten Platz in der Verfolgung. In der Saison 2008 gewann er bei den Asienmeisterschaften die Bronzemedaille im Scratch. Bei den Ostasienspielen 2009 wurde er 13. im Straßenrennen und Vierter im Mannschaftszeitfahren. 2014 beendete er seine Radsportlaufbahn.

## Erfolge – Bahn
2006
- Asienmeisterschaft – Mannschaftsverfolgung (mit Chien Ting Chen, Heng Hui Lin und Chin Feng Liu)

2008
- Asienmeisterschaft – Scratch

## Erfolge – Straße
2012
- Taiwanischer Meister – Einzelzeitfahren

## Teams
- 2010 Action Cycling Team
- 2011 Action Cycling Team
- 2014 Team Gusto